# Dekanat skórzecki
Dekanat Skórcz – jeden z 30 dekanatów w rzymskokatolickiej diecezji pelplińskiej.

## Parafie
W skład dekanatu wchodzi 11 parafii:
- parafia św. Marcina – Barłożno
- parafia św. Andrzeja Apostoła – Czarnylas
- parafia Objawienia Pańskiego – Grabowo
- parafia św. Józefa – Kasparus
- parafia Trójcy Świętej – Kościelna Jania
- parafia św. Jakuba Starszego – Lubichowo
- parafia Matki Bożej Królowej Polski – Ocypel
- parafia św. Rocha – Osiek
- parafia Zwiastowania Najświętszej Maryi Panny – Pączewo
- parafia Wszystkich Świętych – Skórcz
- parafia Najświętszego Serca Pana Jezusa – Wda

## Sąsiednie dekanaty
Czersk, Gniew, Jeżewo, Nowe nad Wisłą, Pelplin, Starogard Gdański, Zblewo